# Arberesjer
Arberesjer (i albanskt uttal: [aɾbəˈɾɛʃ]; på albanska: Arbëreshët e Italisë; på italienska: Albanesi d'Italia; på svenska med betydelsen Italiens albaner) är en albansk folkgrupp i södra Italien. Folkgruppen kallas också för arbëreshër och flydde till Italien under 1400-talet. Detta efter att Albanien tidigare hade invaderats av det Osmanska riket. Arberesjerna kunde behålla det mesta av sin identitet och kan än idag bli identifierade som albaner, i synnerhet som den albanska prägeln kvarstår i flera områden de bebor. Den italienske statsmannen Francesco Crispi, av arberesjiskt ursprung, gjorde en stor insats för Italiens enande.
Påven Clemens XI var av arberesjiskt ursprung. Även den italienske målaren Francesco Albani var av arberesjisk börd. Bland kända adelssläkter i Italien av arberesjiskt ursprung kan nämnas Durazzo och Albani.

## Historia
Den tidigaste albanska utvandringen till Italien tros ha skett 1443 när albanska soldater under befäl av general Dimitri Reres blev anställda av Alfonso V av Aragonien. Dimitri Reres blev senare guvernör i Castra Reggio och grundade tretton albanska byar i Kalabrien och några fler i Sicilien. Efter att albanska militära förband 1461 avvärjde en utländsk annektering av Bägge Sicilierna belönades de albanska krigsveteranerna med nya landområden som pension. Andra stora emigrationsvåg skedde mellan åren av Skanderbegs död 1469 och det viktiga arberesjiska datumet för Shkodras fall 1479. Påven Paulus II onmämnde den arberesjiska emigrationen i ett av sina brev. Två arberesjiska utvandrare från Shkodra, som insåg faran med osmanska arméns framryckning, anlände den 28 april 1467 till Genzano di Roma och de hade med sig målningen Vår Fru av Shkodra. Denna målning är idag en viktig religiös symbol bland arberesjerna och vid klockan nio på samma datum varje år hörs kyrkklockorna ringa i staden Genzano di Roma till minne av målningens ankomst. Ett flertal av exilarberesjerna hamnade dock utspridda i södra Italien och grundade många småstäder. 1487 sökte Johan Kastriota d.y. med sitt kompani flykt på italiensk mark men nekades inträde. Endast med påvens lov kunde de bosätta sig i italienska byar. En del emigration skedde även vid den totala ockupationen av de albanska områdena i början på 1500-talet men upphörde före 1800-talet. Kända adelssläkt ur det arberesjiska uttåget ur Albanien är bland andra Durazzo och Albani.
Medan Giuseppe Garibaldi, antagligen av arberesjisk härkomst, välvde en storslagen plan, ehuru han skulle befria sina landsmän från det bourbonska förtrycket, anföll en albansk çeta (väpnad grupp) på fyra hundra män den bourbonska armén i april 1860.

## Minoritetsstatus
Arberesjernas minoritetsrättigheter är skyddad av den italienska lagstiftningen från 15 december 1999.

## Utbredning
Arberesjerna fördelade på regioner, nord till syd:
- Abruzzo; 500
- Molise; 25 000
- Kampanien; 2 000
- Apulien; 113 000
- Basilicata; 9 000
- Kalabrien; 88 000
- Sicilien; 64 000

### Byar
Arberesjerna har två namn för sina byar, dess italienska namn och dess inhemska albanska namn. Arberesjerna (arbëreshërna) är ganska utspridda i södra Italien och är grundare av många småstäder i följande regioner:
- Apulien: provinsen Foggia, byn Casalvecchio di Puglia: Kazallveqi; byn San Marzano: Shën Marcani.
- Abruzzo: provinsen Pescara, byn Villa Badessa: Badhesa.
- Molise: provinsen Campobasso, byn Campomarino: Këmarini; Montecilfone: Munxhfuni; Portocannone: Portkanuni; Ururi: Ruri.
- Kampanien: provinsen  Avellino, Ginestra di Schiavoni.
- Basilicata: provinsen Potenza, byn Barile: Barilli, Maschito: Mashqiti, S. Costantino Albanese: Shën Kostandini, San Paolo Albanese: Shën Pali, Ginestra: Xhinestra, Ripacandida.
- Kalabrien: 
  - provinsen Catanzaro, byn Caraffa: Garafa, Carfizzi: Karfici, Pallagorio: Puhëriu, San Nicola dell' Viola: Shën Kolli, Vena di Maida, Arietta, Marcedusa, Andali, Zagarise, Amato, Zangarona, Gizzeria;
  - provinsen Cosenza, byarna Cervicati: Çervikati, Civita: Çifti, Eianina: Ejanina, Falconara albanese: Fullkunara, Farneta: Farneta, Firmo, Acquaformosa: Firmoza, Frascineto: Frasnita, Cavallerizzo: Kajverici, Castroregio: Kastërnexhi, Macchia Albanese: Maqi, Marri: Allimarri, San Giorgio Albanese: Mbuzati, Montegrassano: Mungrasana, Santa Caterina Albanese: Picilia, Plataci: Pllatani, Cerzeto: Qana, Spezzano Albanese: Spixana, San Benedetto Ullano: Shën Benedhiti, San Giacomo di Cerzeto: Shën Japku, San Demetrio Corone: Shën Mitri, San Martino di Finita: Shën Murtiri, San Sofia d' Epiro: Shën Sofia, San Basile: Shën Vasili, San Cosmo Albanese: Strighari, Lungro: Ungra, Vaccarizzo Albanese: Vakarici, San Lorenzo D. Vallo, Rota Greca, San Marco Argentano.
- Sicilien: 
  - provinsen Palermo, byn Contessa Entellina: Kundisa; Piana degli Albanesi: Hora e Arbëreshëvet; Santa Cristina Gela: Sëndahstina.

Alla arberesjiska byar är tvåspråkiga med både albanska och italienska.
Många tidigare arberesjiska byar sveptes bort av Mussolinis Italiens assimilationspolitik och existerar inte längre.